# Уткин, Алексей Александрович
Алексей Александрович У́ткин (1891—1965) — советский художник кино. Заслуженный деятель искусств РСФСР (1950). Лауреат Сталинской премии первой степени (1950).

## Биография
А. А. Уткин родился 12 (24) марта 1891 года. В 1912 году окончил Строгановское училище по классу декоративных искусств. По приглашению Е. Ф. Бауэра начал работать как художник кино на фабрике «Пате», затем у А. А. Ханжонкова. Участвовал в оформлении первых российских фильмов. С 1920 года работал в «Пролеткино», в 1923 году — в ВУФКУ, с 1924 года — на Ленинградской фабрике «Севзапкино», с 1926 года — на Московской фабрике «Совкино». Был тонким знатоком исторических стилей, воссоздавал атмосферу эпохи в архитектуре, обстановке, костюмах, отдельных деталях.
А. А. Уткин умер 30 января 1965 года. Похоронен на Ваганьковском кладбище.

## Фильмография
- 1912 — Жизнь Ивана Грозного
- 1915 — У камина; Позабудь про камин
- 1916 — Жизнь за жизнь
- 1917 — Мещанская трагедия
- 1920 — Рассказ о семи повешенных
- 1925 — Степан Халтурин (с В. Е. Егоровым); 9 января; Укразия
- 1927 — Рейс мистера Ллойда; Цемент; Булат-Батыр
- 1928 — Капитанская дочка
- 1929 — Последний аттракцион; На повороте
- 1930 — Американка
- 1932 — Дела и люди
- 1934 — Весёлые ребята; Счастье; Частная жизнь Петра Виноградова; Любовь Алёны
- 1935 — Аэроград; Космический рейс (с Ю. П. Швецом и М. Тиуновым)19
- 1936 — Последняя ночь
- 1937 — Глубокий рейд
- 1938 — По щучьему веленью
- 1939 — Минин и Пожарский
- 1941 — Конёк-Горбунок; Дочь моряка
- 1942 — Котовский; Секретарь райкома
- 1944 — В 6 часов вечера после войны (с Б. М. Чеботарёвым)
- 1946 — В горах Югославии; Давид Гурамишвили
- 1949 — Встреча на Эльбе
- 1952 — Композитор Глинка
- 1953 — Серебристая пыль; В праздничный вечер
- 1956 — Долгий путь; Безумный день
- 1957 — Цель его жизни

## Награды и премии
- орден Трудового Красного Знамени (1940)[2]
- Сталинская премия первой степени (1950) — за оформление фильма «Встреча на Эльбе» (1949)
- заслуженный деятель искусств РСФСР (1950)

## Источник
1. Батракова С. Художник в кино // Мосфильм. Статьи, публикации, изобразительные материалы / М. А. Богданов... И. А. Пырьев (глав. ред.) и др. — Вып. 2: Работы над изображением. — М.: Искусство, 1961. — С. 35–47. — 337 с. — 5000 экз.
2. Кинословарь в 2-х томах. М., «Советская энциклопедия», 1966—1970